# Memphis Hustle
Memphis Hustle is een Amerikaanse basketbalclub uit Southaven die sinds 2017 uitkomt in de NBA G League.

## Geschiedenis
Nadat in januari 2017 de Iowa Energy gekocht werden door de Minnesota Timberwolves, besloten de Memphis Grizzlies om hun eigen opleidingsploeg te starten. De ploeg werd geplaatst in Southaven en Glynn Cyprien werd de eerste hoofdcoach. Hij slaagde er niet in om de ploeg naar de play-offs te loodsen. Het volgende seizoen lukte dit wel onder coach Brad Jones, ze wonnen eerst van de Stockton Kings maar verloren dan van de Rio Grande Valley Vipers.
Jason March zou de volgende vijf seizoenen de hoofdcoach zijn van de Hustle. Hij leidde de ploeg doorheen de coronacrisis en de gestopte en half afgewerkte seizoenen. Enkel in het seizoen 2022/23 haalde de Hustle de play-offs, ze verloren toen opnieuw van de Rio Grande Valley Vipers. In 2024 werd T.C. Swirsky aangesteld als hoofdcoach.

## Erelijst
- NBA G League Rookie of the Year Award: Kenneth Lofton Jr. (2023)
- All-NBA G League First Team: Jarrod Uthoff (2020), Kenneth Lofton Jr. (2023), Jason Preston (2024)
- All-NBA G League Second Team:
- All-NBA G League Third Team: Dusty Hannahs (2020)

## Resultaten
| Seizoen | Wins | Verlies | Play-offs   | Coach         |
| ------- | ---- | ------- | ----------- | ------------- |
| 2017/18 | 21   | 29      |             | Glynn Cyprien |
| 2018/19 | 28   | 22      | kwartfinale | Brad Jones    |
| 2019/20 | 26   | 15      |             | Jason March   |
| 2020/21 | 6    | 9       |             | Jason March   |
| 2021/22 | 15   | 19      |             | Jason March   |
| 2022/23 | 23   | 9       | kwartfinale | Jason March   |
| 2023/24 | 15   | 19      |             | Jason March   |
| 2024/25 |      |         |             | T.C. Swirsky  |

## Bekende (oud-)spelers
| - Phil Cofer - Cameron McGriff - Tyrell Terry - Xavier Tillman - Damien Jefferson | - Timmy Allen |